# Rande (havezate)
De havezate Rande of Oud-Rande staat in de Nederlandse buurtschap Rande, provincie Overijssel. Van de havezate is alleen de 16e-eeuwse toren bewaard gebleven.

## Geschiedenis
In 1496 werd bij een verdeling van de nalatenschap de oudste zoon Willem van Doetinchem toebedeeld met het goed te Rande, een leen van de proosdij van de Deventerse Lebuïnuskerk. Willem was schout in Deventer en gehuwd met Catharina Ulger. Zij stierf in 1544, Willem in 1558. Hun oudste zoon, eveneens Willem geheten, kreeg per testament de erve Rande toegewezen. Waarschijnlijk stond er op dat moment een woning met een stenen kamer.
Rond 1570 startte Willem met de bouw van het huis, dat uiterlijk in 1580 gereed is gekomen. Hij werd in 1578 lid van de ridderschap en mocht verschijnen op de landdagen. Willem trouwde met Johanna Pipenpoy.
Hun oudste zoon Willem zou zijn vader opvolgen als eigenaar van de havezate Rande en werd in 1610 vanwege het bezit van deze havezate ook lid van de ridderschap. Ook werd hij in 1585 beleend met het Boltengoed, dat viel onder de proosdij van Lebuïnuskerk. Deze Willem bleef tijdens de reformatie katholiek en dat leverde hem uiteindelijk problemen op met zijn lidmaatschap van de ridderschap: in 1621 werd namelijk bepaald dat alleen hervormden lid mochten zijn, waardoor Willem noodgedwongen werd uitgeschreven.
Willem overleed in 1625. 

### Rampjaar
Willems zoon Cornelis richtte op de begane grond van de vierkante toren een katholieke schuilkerk in en vanaf 1638 verzorgden de Zwolse jezuïeten hier de mis. Een jaar later trouwde hij met Geertruid van Oldeneel.
In 1672 brak voor de Republiek het Rampjaar uit. De bisschop van Münster, Bernard von Galen, viel Overijssel binnen en belegerde de stad Deventer. De bisschop leidde de belegering vanuit de buitenplaats Rande (later werd deze buitenplaats bekend als Smets Rande). De katholieke inwoners kregen hun oude rechten weer terug en Cornelis werkte hier actief aan mee. Zo gaf hij de hervormde kerkgebouwen van Raalte en Wijhe aan de katholieken terug en werd hij zelf opnieuw lid van de ridderschap. Cornelis overleed in 1674 en kort daarna sloten Münster en de Republiek vrede, waarna de rechten van de katholieken in Rande en elders in Overijssel weer werden teruggedraaid.

### Verkoop
Oudste zoon Willem Frans van Doetinchem erfde de havezate. Hij woonde met zijn vrouw op de Kemnade en verkocht Rande in 1675 aan majoor Johan Doys. Toen deze in 1677 als riddermatige toegelaten wilde worden tot de statenvergadering, werd dit afgehouden omdat er aan de riddermatigheid werd getwijfeld. Johan overleed in 1679 maar de kwestie over de riddermatigheid was nog niet opgelost en zorgde voor nieuwe problemen. Zijn weduwe Margaretha Odilia van Lintelo weigerde namelijk om de resterende aankoopbedragen te voldoen aan Willem Frans van Doetinchem zolang het recht van havezate niet was geregeld. Willem Frans overlegde vervolgens bewijsstukken aan de ridderschap waaruit bleek dat Rande wel degelijk een erkende havezate was en dus recht gaf op lidmaatschap van de ridderschap en de Staten.
Margaretha verkocht uiteindelijk in 1692 de havezate aan Arend Christoffel van Coevorden.

### Familie Van Coevorden
Dankzij het bezit van de havezate én zijn hervormde achtergrond kon Arend Christoffel van Coevorden in 1694 lid worden van de ridderschap. Hij had overigens ook de schulden overgenomen: het echtpaar Doys had de havezate namelijk zwaar belast met hypotheken om het aankoopbedrag aan Van Doetinchem te kunnen voldoen.
Arend overleed in 1727 en liet de havezate Rande na aan zijn zoon Christoffel Daniël van Coevorden. Deze was in 1725 al lid geworden van de ridderschap en was van 1739 tot 1759 tevens dijkgraaf van Salland. Hij overleed in 1765.
De jongste zoon Johannes Wolter werd nu met de Rande beleend. Hij was al sinds 1756 lid van de ridderschap en was in 1763 getrouwd met Eusebia Johanna Wendelina van Echten van ’t Relaer. Zij was in 1761 in bezit gekomen van de nabijgelegen buitenplaats Smets Rande, die was vernoemd naar de eerdere eigenaren, de familie Smet. Johannes Wolter en Eusebia gingen op Smets Rande wonen en lieten de oude havezate leeg staan.
In 1779 overleden Johannes, Eusebia en twee zoons binnen een periode van slechts drie weken, waarschijnlijk aan een besmettelijke ziekte. De drie overgebleven kinderen waren nog minderjarig en werden onder toezicht gesteld van een voogd. In 1803 verkochten zij de havezate aan de Deventerse burgemeester Willem Herman Cost, die overigens zelf bleef wonen op de nabijgelegen buitenplaats de Roobrug.

### Verval en nieuwbouw
Willems dochter Maria Margaretha erfde in 1823 de havezate. Ook zij ging niet op de oude havezate – inmiddels ook wel Koevers-Rande of Oud-Rande genoemd – wonen en verbleef met haar echtgenoot Hendrik Budde op de Roobrug. De havezate raakte dermate in verval dat in 1838 werd besloten om het huis te vervangen en alleen de oude vierkante toren te behouden. Op de plek van het oude huis kwam nu een herenhuis in neogotische stijl. Hun zoon Hendrik Cost Budde werd de eerste bewoner.
Na het overlijden van Hendrik Cost Budde werd in 1879 een poging gedaan om Rande te verkopen, maar een jaar later kreeg Weyer Anthony Cost Budde de havezate in eigendom. Hij zou er tot zijn dood in 1907 blijven wonen. Zijn weduwe verkocht de havezate in 1928 aan Jan Homan van der Heide. Diens nazaten hielden het huis in bezit totdat het in 1961 werd verkocht.

### Sloop van het huis
Omdat er na de verkoop in 1961 geen nieuwe bewoner kwam raakte de havezate in verval en in 1964 werd besloten tot afbraak. Net als in 1838 bleef ook nu de vierkante toren gespaard.
In 1967 bracht Anton Ankersmit het goed Rande onder in zijn BV Trustkantoor. In 1978 werd Rande verkocht aan particulieren.

## Beschrijving
De havezate uit 1570 heeft oorspronkelijk een U-vorm gehad en was mogelijk omgeven door een gracht. Waarschijnlijk is de zuidvleugel tussen 1675 en 1682 afgebroken: een belastingaanslag uit 1675 vermeldt namelijk de aanwezigheid van tien haardsteden, terwijl er zeven jaar later nog maar drie schoorstenen en een oven resteerden. Dit wijst op de sloop van een deel van de havezate. Een tekening uit 1817 laat inderdaad de aanzet van de voormalige zuidvleugel zien in de gevel van het overgebleven gebouw.

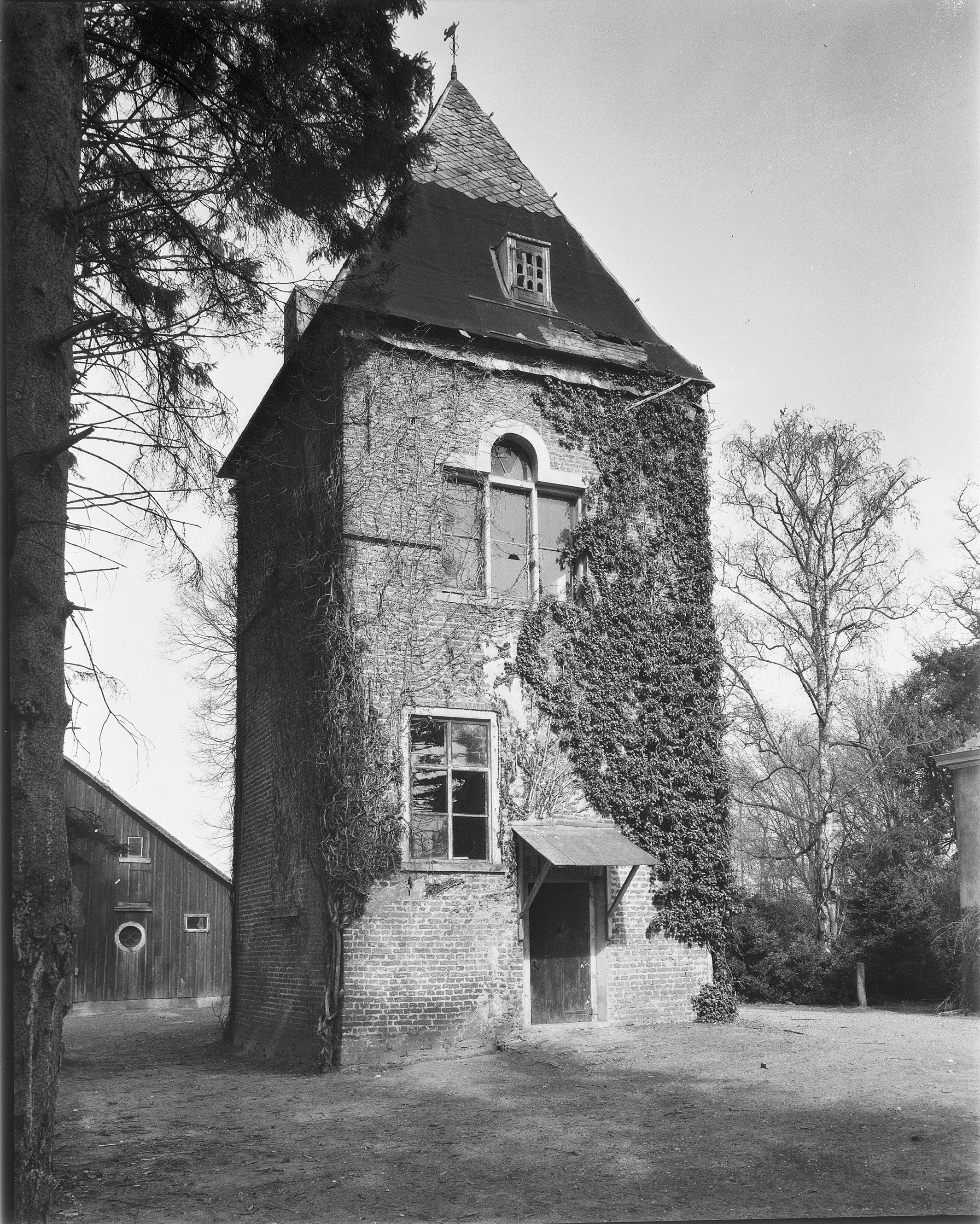
De nog niet gerestaureerde vierkante toren in 1960

### Neogotisch huis
In 1838 moest het oude huis wijken voor nieuwbouw, waarbij de oude vierkante toren behouden bleef, zij het dat deze nu los van het hoofdgebouw kwam te staan. Het nieuwe, in neogotische stijl opgetrokken en vrijwel geheel bepleisterde huis omvatte volgens een verkoopdocument uit 1879 twee verdiepingen met beneden zeven en boven acht kamers. Er waren kelders en een keuken, en een badkamer in een toren. Tevens waren er een koetshuis, stallen, tuinbouwwoning, een boomgaard, tuinen, een boerderij, akkers en weilanden. Het grondareaal besloeg 26 hectare.
Aan de zijkanten en achterkant was nog oud metselwerk zichtbaar. Dit metselwerk wijst er op dat het 16e-eeuwse huis in 1838 niet geheel was afgebroken, maar dat de muren deels waren opgenomen in het nieuwe huis.

### Toren
De bewaard gebleven 16e-eeuwse toren bestaat uit twee delen, van elkaar gescheiden door een geprofileerde kordon. Het bovenste deel bestaat uit 17e-eeuws metselwerk. De toren wordt afgedekt door een met leisteen bekleed tentdak. In het onderste deel was in de 17e eeuw een schuilkerk ondergebracht: de kraagstenen met symbolen van vier evangelisten en de ronde sluitsteen met IHS-monogram in het kruisgewelf getuigen hier nog van.
De toren is een rijksmonument.
Ahnem · Den Alerdinck · Arendshorst · Arkelstein · Averbergen · Beerze · Den Berg · Bergentheim · Blankena · Borgele · Boskamp · Boxbergen · Bredenhorst · Buckhorst · Campherbeek · Collendoorn · Den Dam · Dieze · Dingshof · Den Doorn · Hof te Dorth · Eerde · Egede · De Gelder · Gerner · Glinthuis · Gramsbergen · De Groote Scheere · De Grote Weede · De Haere · Haerst · Hagenvoorde · Heemse · Herxen · Hoenlo · Hofstede · 't Hogeholt · Hogenhof · 't Hoogehuis · Junne · Kranenburg · Krijtenberg · De Kuile · Het Laar · Langeveldslo · Leemcule · Luttenberg · Melenhorst · Mennigjeshave · Nijenhuis · Oosterveen · Den Ordel · De Pol · Pothof · Rande · Rechteren · Het Reelaer · Rhaan · Rollecate · Rutenberg · Schoonheten · Schuilenburg · Vechterweerd · Velner · Venebrugge · Verborg · Voorst · Vrieswijk · Werkeren · Westerveld · Windesheim · Wittenstein · Wolfshagen · Zuthem
Den Aalshorst · Den Alerdinck · Huis Almelo · Arkelstein · Averbergen · Azoelen · Backenhagen · Bellinckhof · Den Berg · Huis Bergentheim · Beugelskamp · Beverfeurde · Blankena · Hof te Boekelo · Borgbeuningen · Havezate Boskamp · Boxbergen · Havezate Brecklenkamp · Bredenhorst · Buckhorst · Campherbeek · Colckhof · Den Dam · Huis Diepenheim · Dingshof · Dubbelink · Kasteel Eerde · Egede · Havezate Elsen · Everlo · Landgoed Frieswijk · Glinthuis · Huis Gramsbergen · Grimberg · Grotenhuis · De Haere · Haerst · Hagmeule · Slot Hardenberg · Huis Heeckeren · Huis Hengelo · Herxen · Hofstede · Hogenhof · Hondeborg · Katenhorst · Kevelham · Kranenburg · De Kuile · Het Laar · Leemcule · Luttenberg · Mataram · Mennigjeshave · Nijenhuis (Diepenheim) · Nijenhuis (Olst-Wijhe) · Oldemeule · Olidam · Oosterhof · Huis te Ootmarsum · Den Ordel · Pekkedam · Pothof · Rande · Kasteel Rechteren · Het Reelaer · Rhaan · Rutenberg · Huis Saasveld · Havezate Schoonheten · Havezate Schuilenburg · Singraven · Stoevelaar · Kasteel Toutenburg · Twickel · Vechterweerd · Venebrugge · Kasteel Voorst · Warmelo · Wegdam · Weldam · Weleveld · Huis Werkeren · Westerflier · Wittenstein · Zuthem